# Diabeł morski (film)
Diabeł morski (ros. Человек-амфибия) – radziecki film fabularny z 1961 roku. Film powstał na motywach powieści Człowiek ryba autorstwa Aleksandra Bielajewa.

## Obsada
- Władimir Korieniew jako Ichthyander Salvator
- Anastasija Wiertinska jako Gutiere Baltazar
- Michaił Kozakow jako Pedro Zurita
- Anatolij Smiranin jako Stary Baltazar
- Nikołaj Simonow jako Prof. Salvator
- Władlen Dawydow jako Olsen (reporter)
- A. Antonjan
- Anatolij Iwanow
- Walerij Kudrjaszow
- Nikołaj Kuźmin
- Michaił Miedwiediew
- Jurij Miedwiediew
- A. Nikritina
- A. Orlik
- A. Shaginyan
- Gieorgij Tusuzow
- Aleksandr Zakharow